# 안제이 두다
안제이 세바스티안 두다(폴란드어: Andrzej Sebastian Duda, 폴란드어 발음: ['andʐɛj sɛˈbas.tjan ˈduda] ( 듣기), 1972년 5월 16일~)는 폴란드의 변호사, 정치인으로, 2015년 8월 6일부터 제6대 폴란드의 대통령으로 재임 중이다. 2015년 대통령 당선 이전에는 폴란드 하원(2011~14)과 유럽 의회(2014~15)의 의원을 지냈다. 2020년 대선에서 재선되어 연임하였다.

## 생애
안제이 두다는 크라쿠프에서 AGH 과학 기술 대학교의 교수인 얀 타데우시 두다(폴란드어: Jan Tadeusz Duda)와 야니나 밀레프스카(폴란드어: Janina Milewska)의 아들로 태어났다. 그의 할아버지 알로이지 두다(폴란드어: Alojzy Duda)는 폴란드-소련 전쟁에 참전했고, 후에 제2차 세계 대전이 일어나는 동안에 국내군에 복무하였다.
그는 크라쿠프의 얀 3세 소비에스키 고등학교에서 수학하였다.
그는 야기엘론스키 대학교에서 법학을 공부하였다. 2001년 10월 문학석사를 소유한 그는 대학의 행정 법률부에서 보조인으로 임명되었고 2005년 1월 거기에서 법학의 철학박사 학위를 취득하였다. 자신의 정치 경력으로 인하여 두다는 자신이 대학으로 돌아갈 때 2010년 9월 13개월의 간격을 제외하고 2006년 9월 이래 대부분 무급의 허가를 보내왔다.

## 정치 경력

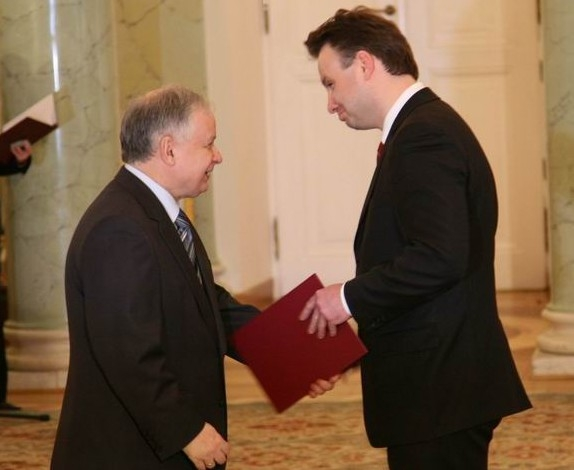
레흐 카친스키와 두다

두다는 2000년대 초반에 현재는 존재하지 않는 자유연합당과 함께 자신의 정치 경력을 시작하였으나 2005년 의회 선거들 후에 법과 정의당과 함께 자신의 협력을 시작하였다. 2006년부터 2007년까지 그는 법무부에서 차관을 지냈다. 2007년부터 2008년까지 그는 폴란드 국립 법정의 일원을 지냈고, 2008년부터 2010년까지 레흐 카친스키의 대통령 임기 중에 폴란드 공화국 대통령의 대법 차관이었다. 2010년 그는 법과 정의당 후보로서 크라쿠프의 시장이 되는 데 실패한 후보였으나 크라쿠프 지역을 위하여 자신이 79981개의 투표들을 받은 2011년 의회 선거에서 더욱 성공적이었으며 폴란드 하원에 사절이 되었다.
2013년 9월 뉴스 잡지 폴리티카는 두다를 당시 가장 활동적인 하원들 중의 하나로 추천하여 야당 주장들에 열어지고, 자신의 공격들로부터 억누르고, 헌법적 책임을 위한 위원회에서 자신의 역할의 일부로서 그를 묘사하였다. 하지만 그는 기간에 오래 머물지 않고 유럽 의회의 의원으로서 2014년에 선출되었다.
2015년 대통령 선거의 1회에서 그는 처음으로 와 5179092개의 투표들을 받아 유효한 투표의 34.76%를 얻었다. 2회에서 그는 자신의 경쟁자 현직 대통령 브로니스와프 코모로프스키의 48.45%에 대항하여 51.55%를 얻었다. 그해 5월 26일 그는 공식적으로 당원직으로부터 사임하였다.

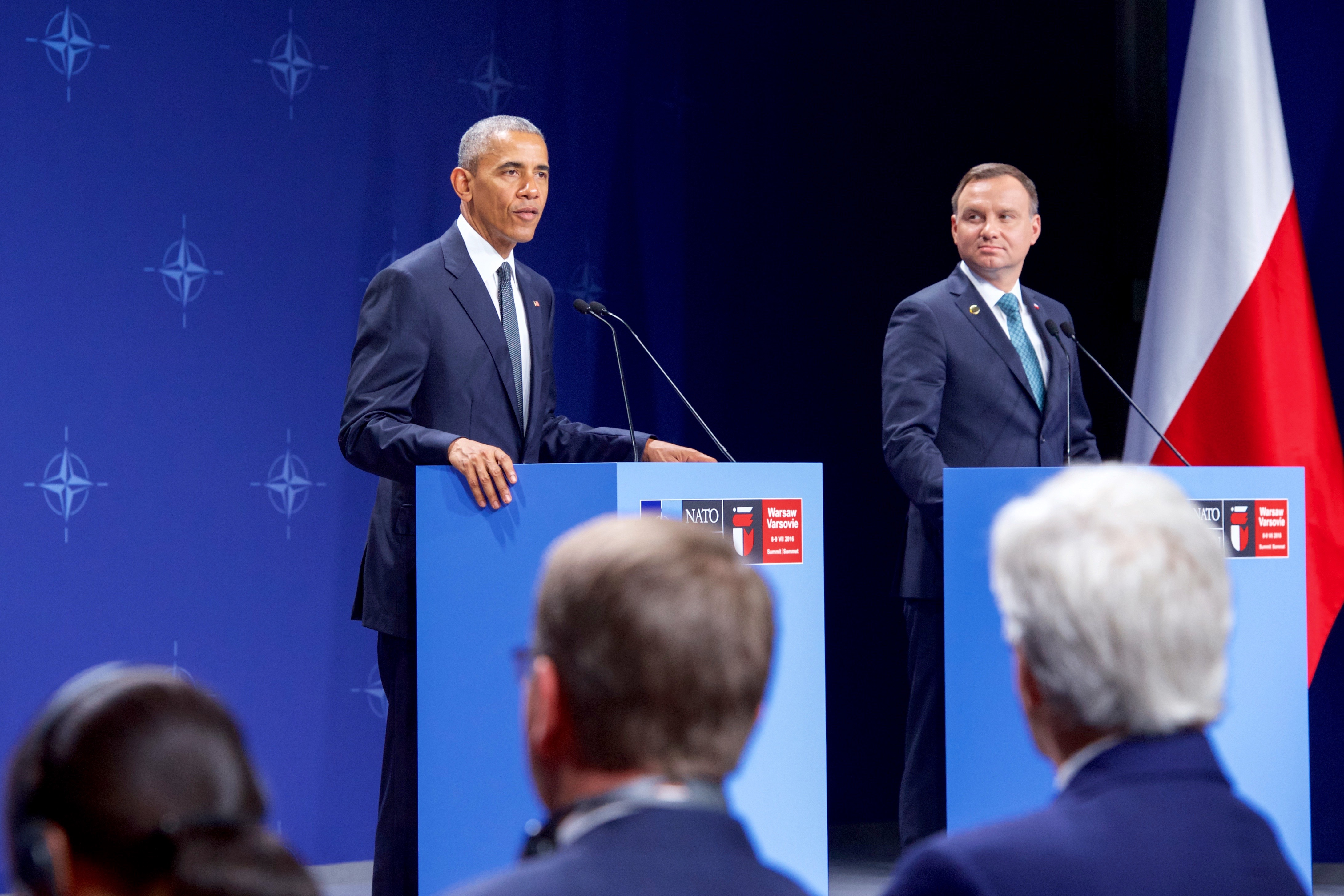
폴란드를 방문한 버락 오바마 대통령과 함께 기자 회견에서

## 대통령(2015년 ~ )

### 첫번째 임기 (2015년 8월 6일~2020년 8월 6일)
두다 대통령의 5년 기간은 2015년 8월 6일 폴란드 의회에서 선서를 하면서 시작되었다.
2015년 11월에는 마리우시 카민스키를 사면했다.
두다 대통령은 유럽 연합의 의무적 이주자 할당량의 제안을 거절하여 이렇게 말하였다. "난 강세의 규정에 동의하지 않을 것이다. 난 인구 크기의 경제적 장점이 자신들의 국내적 이익들의 부주의한 다른 나라들에 해결들을 강요하는 데 이유가 될 유럽을 후원하지 않을 것이다".

## 2020년 대통령 선거
두다 대통령이 2020년 폴란드 대통령 선거에서 출마하여 재선에 성공을 하였다.

### 두번째 임기 (2020년 8월 6일~)
안제이 두다 대통령의 5년 기간은 2020년 8월 6일 폴란드 의회에서 선서를 하면서 시작되었다.

## 비판과 논쟁

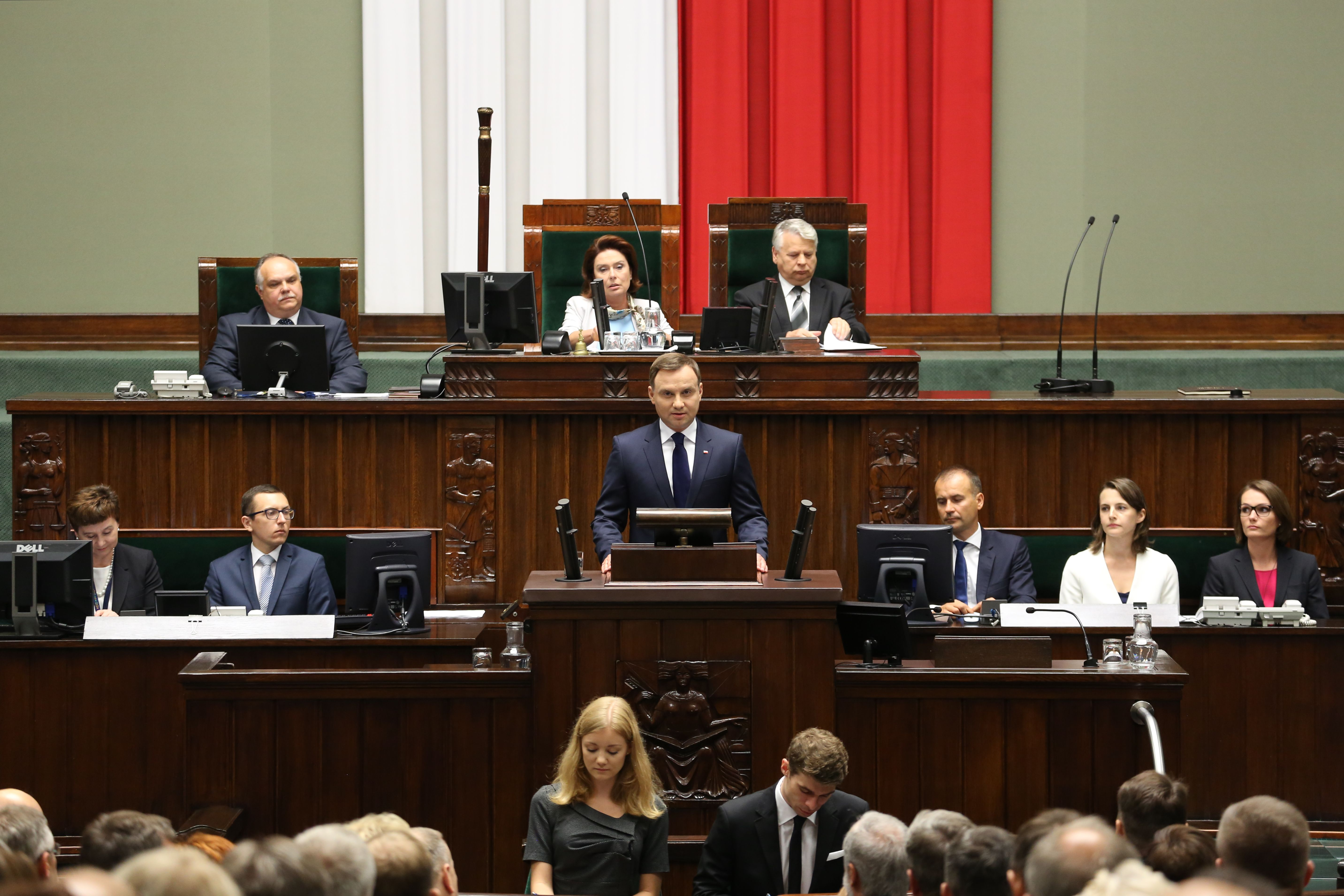
폴란드 의회에서 연설하는 안제이 두다

2015년 11월 16일 폴란드 헌법의 139개조에 기초를 둔 두다는 전 중앙반부패국의 수장 마리우시 카민스키와 이른바 국토 정세에서 첫 의뢰에 의하여 유죄 판결이 내려진 그 3명의 공무원들을 사면하여 최종적 판정에 도달하기 전에 대통령에 의하여 승인된 첫 사면을 이루었다. 두다의 박사 학위 흥행인 얀 지메르만, 전 법무 장관 레셰크 쿠비츠키와 헌법적 법정의 전 의장 안제이 졸을 포함한 어떤 변호사들에 의하면 두다는 폴란드의 헌법을 위반하였다고 한다.
두다는 7번째 운율의 하원에 의하여 선발된 5명의 헌법 법정의 판사 후보들 중의 아무에서 선서하는 것을 부인하였고 자신들의 선거가 헌법적으로 선언된 2015년 11월 7일 이래 그중에 3명이 선출되었다. 2015년 12월의 3일과 9일에 그는 8번째 운율의 하원에 의하여 선출된 같은 임무를 위한 5명의 다른 후보들에서 선서하였다. 12월 8일 폴란드 하원에 의하여 통과된 헌법적 법정 법안에 서명하였다.
2016년 6월 두다는 폴란드 사법부의 국민 의회에 의하여 선발된 10명의 재판관들을 임명하는 데 거절하였다.

## 개인 생활
두다는 자신의 모교에서 독일어 교사를 지낸 아가타 코른하우세르에게 결혼하였다. 그들은 아직도 경쟁적 학교들에서 수학하는 동안에 파티에서 만나 1994년 12월 21일 이래 결혼 생활을 지내왔다. 그들은 1995년에 태어난 단 하나의 딸 킹가를 두었으며, 그녀도 또한 법학을 공부하고 있다.
두다는 스키를 좋아한다. 공부하는 동안에 알파인 스키 부문에서 폴란드 아카데미 선수권에 참가하였다.
독실한 가톨릭 신자이며, 성당은 그에게 가장 중요하다.

## 대한민국과의 관계
2018년 2월, 평창 동계올림픽 기간 2박 3일 일정으로 방한하여 문재인 대한민국 대통령과 정상회담을 하였다.
2024년 10월 22일 방한하여 24일 우원식 국회의장을 접견하고 오후에 윤석열 대한민국 대통령과 정상회담을 하였다. 방한 기간 동안 서울 국립현충원을 찾아 분향하였다.

## 역대 선거 결과
| 선거명      | 직책명          | 대수 | 정당      | 1차 득표율 | 1차 득표수  | 2차 득표율 | 2차 득표수   | 결과 | 당락 |
| ----------- | --------------- | ---- | --------- | ---------- | ----------- | ---------- | ------------ | ---- | ---- |
| 2015년 선거 | 폴란드의 대통령 | 6대  | 법과 정의 | 34.76%     | 5,179,092표 | 51.55%     | 8,630,627표  | 1위  |      |
| 2020년 선거 | 폴란드의 대통령 | 6대  | 무소속    | 43.50%     | 8,450,513표 | 51.03%     | 10,440,648표 | 1위  |      |